# سالار غلامی
سالار غلامی (زاده ۲۷ مهر ۱۳۶۹) بوکسور اهل ایران است. وی فرزند پرویز غلامی از مربیان و پیشکسوتان بوکس کرمانشاه و ایران است.
سالار بوکس را از ۴سالگی زیر نظر پدرش آموخت.
او دوازده سال عضو تیم ملی بوکس ایران در اوزان مختلف و از سال ۲۰۱۶ تا ۲۰۱۸ کاپیتان تیم ملی بوکس ایران بوده‌است. وی هم‌اکنون در بوکس حرفه ای (با رکورد ۷مسابقه ۷پیروزی ۳پیروزی با ناک اوت) مشغول به فعالیت و ساکن تورنتو در کانادا است.
سالار در دسامبر ۲۰۲۳ میلادی (آذر ۱۴۰۲) از عنوان خود Canada's Cruiser Weight Champion (قهرمان کروز ویت کانادا) دفاع کرد و به رکورد ۷پیروزی دست یافت.

## رقابت‌های مهم و افتخارات در بوکس آماتور
- مدال نقره رقابت‌های بین‌المللی استرندژا، بلغارستان، ۲۰۱۸
- مدال برنز رقابت‌های بین‌المللی بوکس باکو، آذربایجان، ۲۰۱۷
- مقام پنجم رقابت‌های جهانی بوکس باکو، آذربایجان، ۲۰۱۶
- مقام ششم رده‌بندی المپیک بوکس آسیا، ۲۰۱۶
- مدال نقره رقابت‌های بین‌المللی کاپ اسلواکی، ۲۰۱۵
- مدال طلای رقابت‌های بین‌المللی کاپ اوکراین، ۲۰۱۵
- مدال نقره در رقابت‌های بوکس آسیا، ایران، ۲۰۱۰
- مدال برنز کاپ باکو، آذربایجان ۲۰۰۹
- مدال طلای رقابت‌های دستکش طلای اوکراین، ۲۰۰۹